# Підволочиська центральна районна клінічна лікарня
Підволочиська центральна районна клінічна лікарня — лікувальний заклад у м. Підволочиську Тернопільської області України.

## Персонал

### Головні лікарі
- Петя Іванович Маховський — нині

### Лікарі
- Валентина Подлєсна — від 1945 — лікар-гінеколог, завідувачка пологового відділення[1]
- Людмила Стадницька — акушер-гінеколог від 1975[2]
- Степан Цупа — завідувач травматологічного відділення[3]
- Ігор Шуфляк[4]
- Корчинський Іван Володимирович лікар Акушер-гінеколог